# Raivuna graminea
Raivuna graminea är en insektsart som först beskrevs av Fabricius 1803.  Raivuna graminea ingår i släktet Raivuna och familjen Dictyopharidae. Inga underarter finns listade i Catalogue of Life.